# Fågelklackarna
Fågelklackarna (finska: Lintupaadet) är en ö i Finland.   Den ligger i kommunen Helsingfors i den ekonomiska regionen  Helsingfors  och landskapet Nyland, i den södra delen av landet, 7 km söder om huvudstaden Helsingfors.